# Новая (Солецкий район)
Новая — деревня в Солецком районе Новгородской области.

## География
Находится в западной части Новгородской области на расстоянии приблизительно 9 км на восток-северо-восток по прямой от районного центра города Сольцы на правом берегу Шелони.

## История
Отмечалась еще как Новосёлы на карте 1888 года. В 1909 году здесь (деревня Новоселье Старорусского уезда Новгородской губернии) было учтено 87 дворов. До 2020 года входила в состав Выбитского сельского поселения.

## Население
Численность населения: 455 человек (1909 год), 14 (русские 100 %) в 2002 году, 12 в 2010.